# Елізабет Гіллман
Елізабет Гіллман — вчена британського походження, професор біомедичної інженерії та радіології в Колумбійському університеті. У 2011 році її нагородили медаллю Адольфа Ломба від Оптичного товариства, у 2018 році Товариство оптики та фотоніки відзначило її як новатора у галузі біофотоніки.

## Освіта
Гіллман вивчала фізику в Університетському коледжі Лондона та здобула дипломи бакалавра наук та магістра наук у 1998 році. У 2002 році вона здобула ступінь доктора філософії з медичної фізики та біоінженерії. Після завершення дисертації під керівництвом Джеремі С. Гебдена та Девіда Делпі вона приєдналася до біотехнологічного стартапу у Бостоні. Під час написання докторської дисертації вона використовувала оптичну томографію для візуалізації біологічної тканини.

## Кар'єра
У 2003 році Гіллман приєдналася до лікарні загального профілю штату Массачусетс як постдокторантський науковий співробітник. У 2006 році її призначили доцентом Колумбійського університету. Вона створила лабораторію функціональної оптичної візуалізації та розробила нові методи оптичної візуалізації in vivo. Вона розробила метод оптичної візуалізації, який використовував динамічний контраст для візуалізації анатомії дрібних тварин. Вона ліцензувала цей метод динамічної контрастної молекулярної візуалізації для компанії CRi, нині PerkinElmer. У 2008 році вона отримала нагороду Родрігеса від Колумбійського університету для молодших викладачів. У 2011 році її нагородили медаллю Адольфа Ломба від Американського оптичного товариства. У 2010 році вона стала лауреаткою премії Національного наукового фонду за вивчення хірургічної мікроскопії in vivo. Вона вивчила кілька методів оптичної візуалізації для біомедичних досліджень. Вона отримала понад тридцять великих грантів на підтримку своїх досліджень.
У 2017 році Гіллман почала працювати в Інституті поведінки мозку Цукермана в Колумбії. У 2015 році разом з Франческо Павоне Гіллман заснувала оптичне товариство та тематичні зустрічі з вивчення мозку. Вона виявила, що ендотелій судин важливий для регуляції кровотоку в мозку. Вона писала для «Scientific American». У 2017 році її обрали до Американського інституту медичної та біологічної інженерії. Вона розробила інструменти для високошвидкісної візуалізації активності всього мозку. Гіллман започаткувала використання мікроскопа SCAPE, який поєднує мікроскопію площинного освітлення та лазерну скануючу конфокальну мікроскопію. Методика використовує одну лінзу об'єктива для збудження та виявлення висвічування зразка. Вона також розробила ламінарну оптичну томографію та передові застосунки двофотонної мікроскопії.

## Нагороди та відзнаки
- 2007: Нагорода від Фонду Воллеса Г. Колтера[26]
- 2007: Премія молодого дослідника програми Human Frontier of Science[26]
- 2008: Нагорода Родрігеса Колумбійського університету для молодших викладачів[26]
- 2010: Премія Національного наукового фонду[26]
- 2011: Медаль Адольфа Ломба від Оптичного товариства[26]
- 2018: Премія Товариство оптики та фотоніки за новаторство у галузі біофотоніки[26]